# Lepas australis
Lepas australis är en kräftdjursart som beskrevs av Darwin 1851. Lepas australis ingår i släktet Lepas och familjen Lepadidae. Inga underarter finns listade i Catalogue of Life.

## Bildgalleri

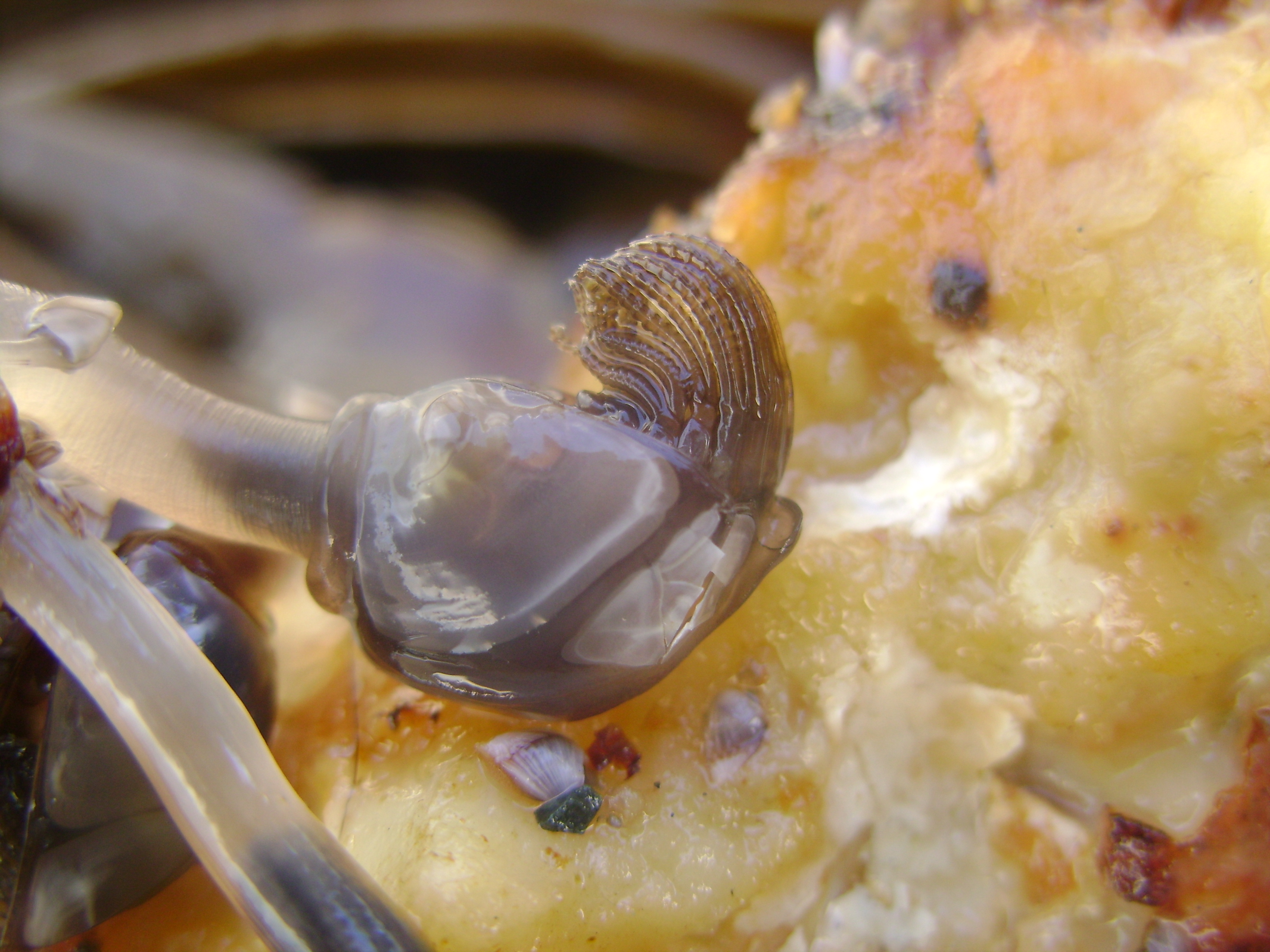
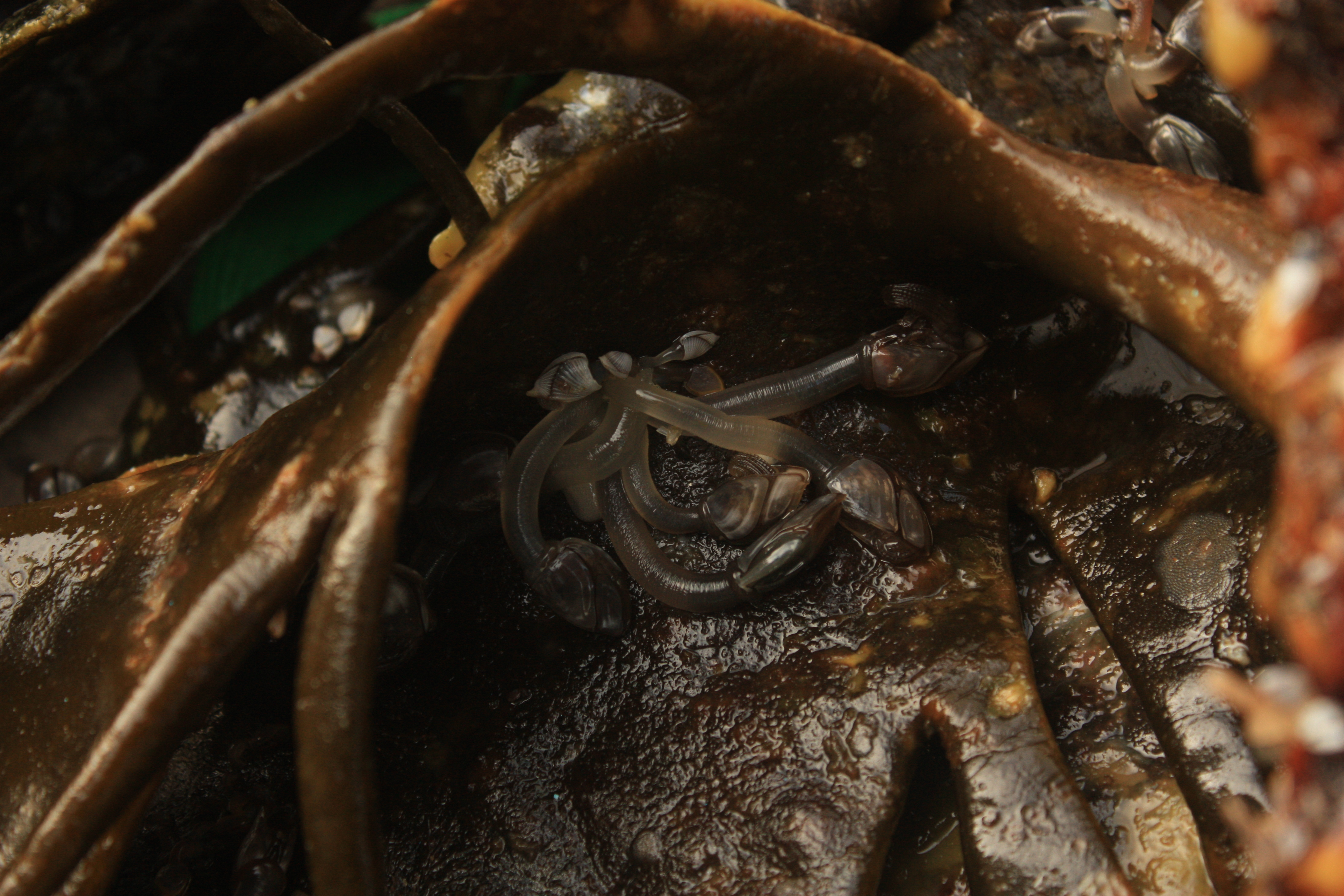
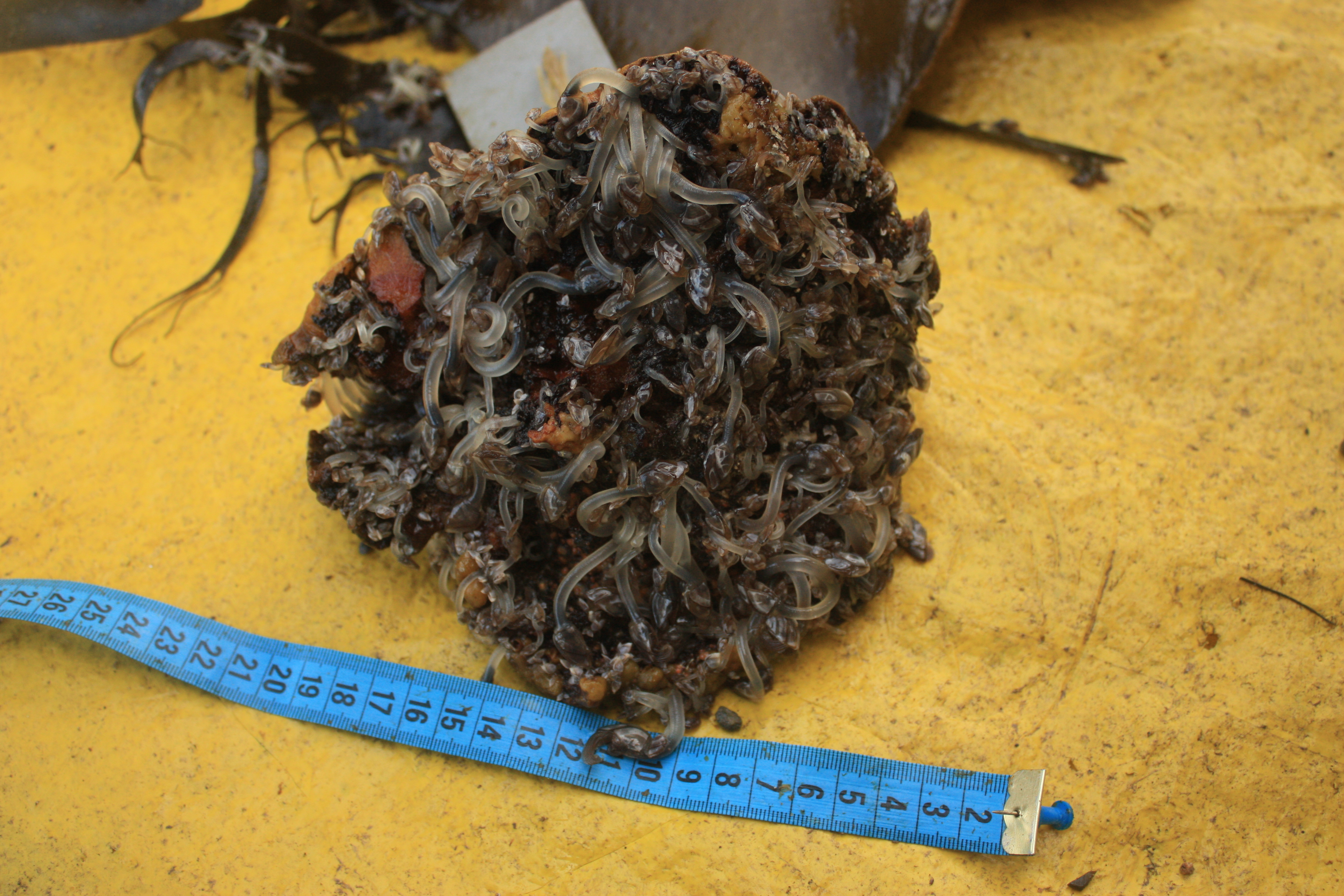
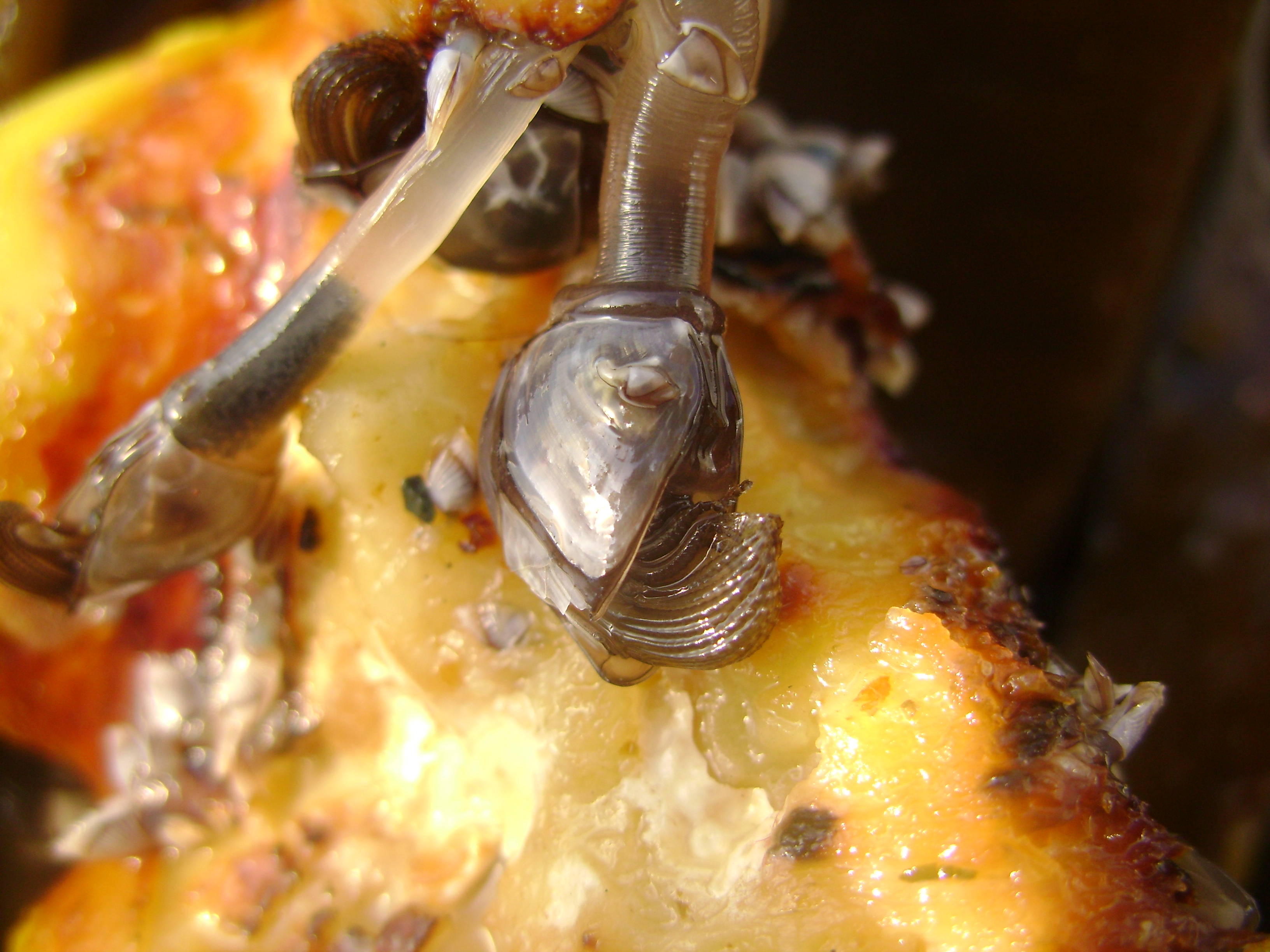
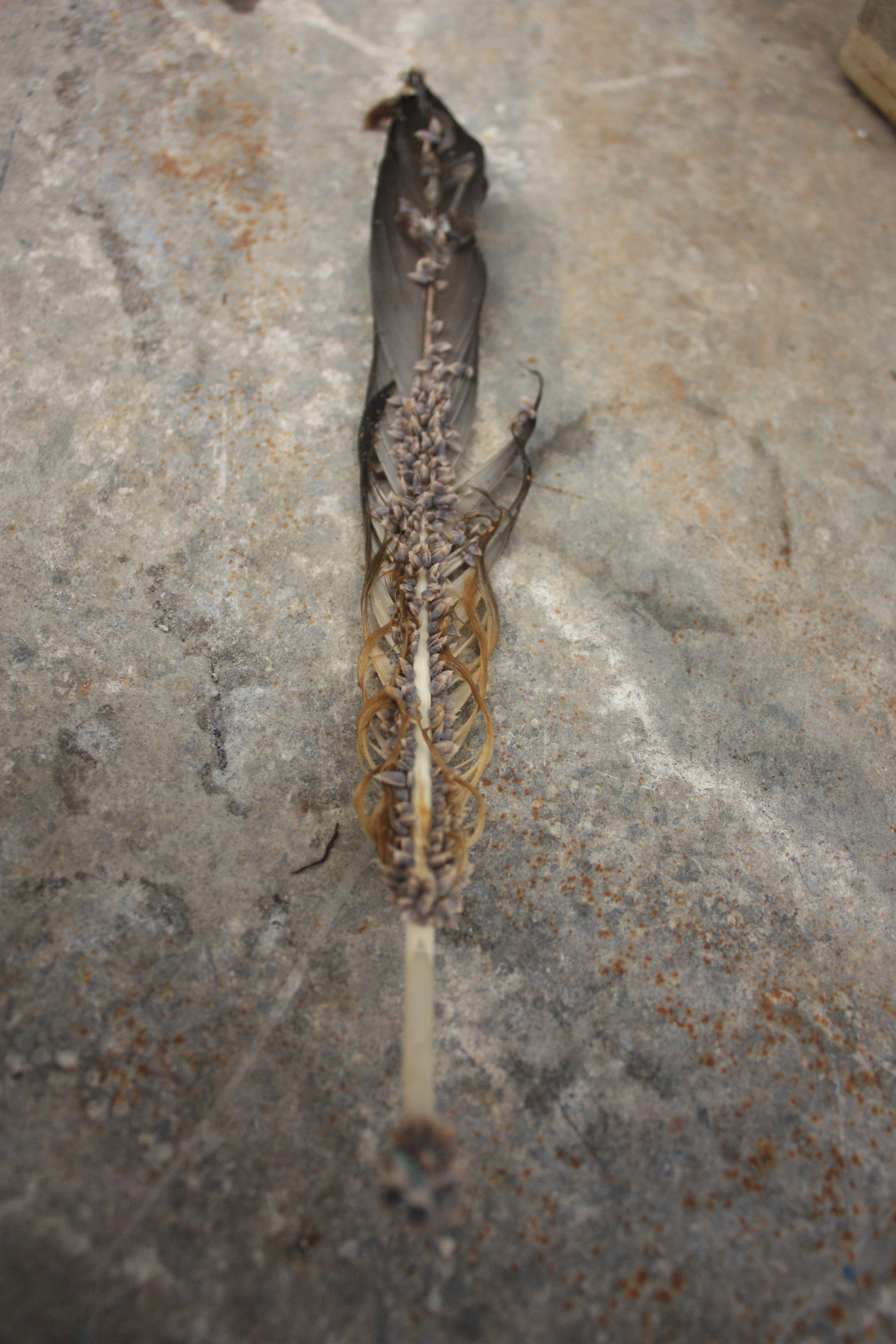
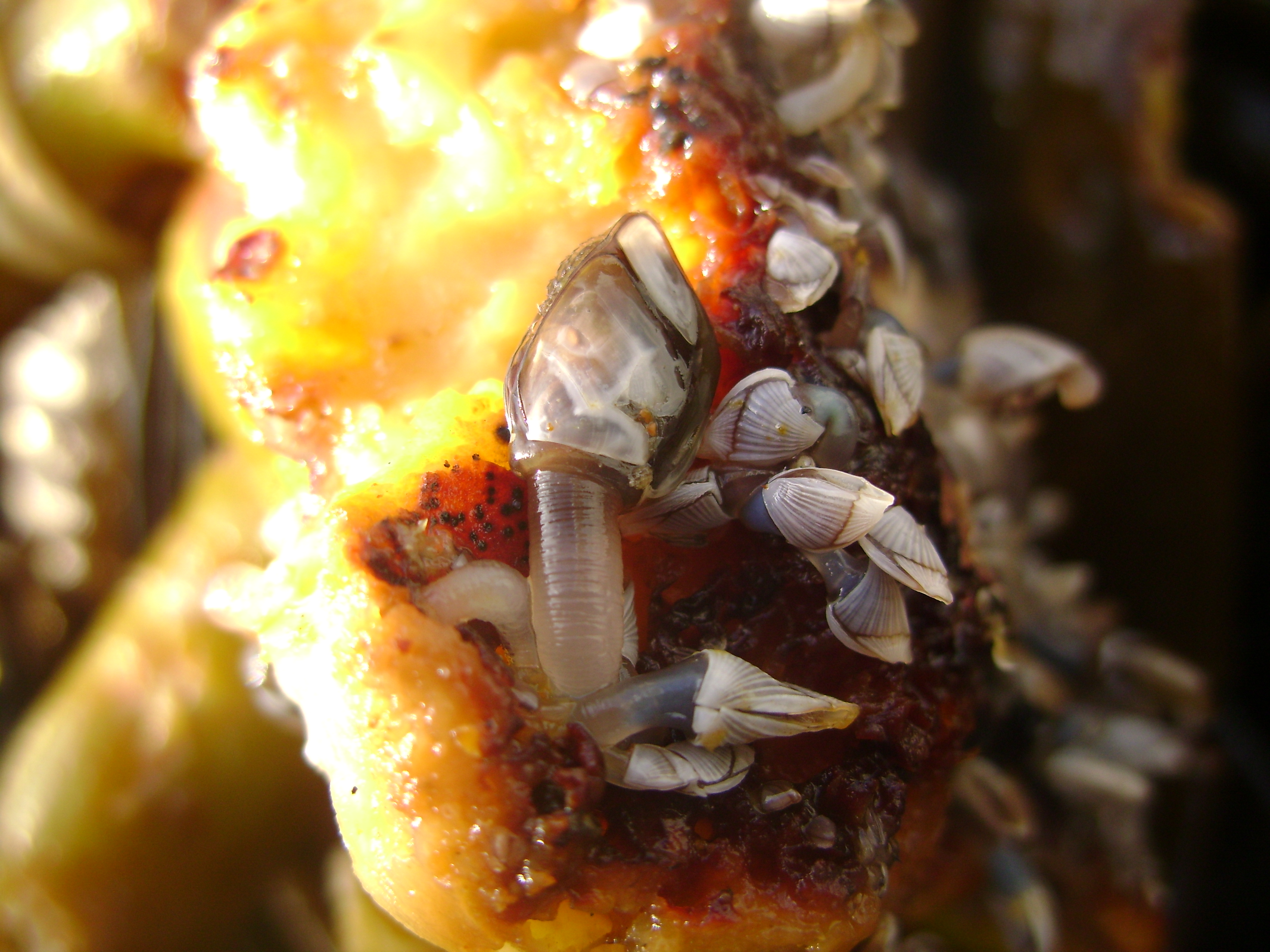